# Netze und Fallen
Netze und Fallen (russisch Сети и ловушки / Seti i lowuschki) ist eine Erzählung der russischen Schriftstellerin Ljudmila Petruschewskaja, die 1974 im Heft 4 der Leningrader Literaturzeitschrift Aurora (russ. Аврора / Awrora) auf den Seiten 52–55 erschien. Die Übertragung ins Deutsche von Renate Landa brachte Volk und Welt im Jahr 1985 in Berlin heraus.
Die Autorin nennt ihren Text einen Monolog. Darin wird die Frage eruiert: Wie angelt man sich als Ledige einen Verheirateten?

## Inhalt
Die Ich-Erzählerin teilt Begebenheiten vor der Geburt ihrer Tochter mit. Damals war sie noch ein junges 20-jähriges Ding gewesen. Der damals 30-jährige werdende Vater Georgij hatte vor allem ihre Unselbständigkeit bemängelt. Jedem wolle sie es recht machen. Dabei zeigt sich allerdings, die Schwangere hat ihren eigenen Kopf. So will sie zum Beispiel das Kind nicht bei ihren Eltern im Fernen Osten zur Welt bringen, sondern bei der nur 24 Eisenbahnstunden entfernt wohnenden künftigen Schwiegermutter Nina Nikolajewna. Auch diese unglückliche Idee löst bei Georgij Kopfschütteln aus. Vor der Mutter könne nur ein selbständiger Widerpart bestehen. Aber Georgij kann nicht mitreisen; steckt mitten in einem Promotionsverfahren, gibt notgedrungen nach und händigt der Ich-Erzählerin einen Brief an seine Mutter aus.
Die Schwangere wird nicht gerade herzlich empfangen. Trotzdem gestattet Nina Nikolajewna nach Lektüre der vorgezeigten schriftlichen Legitimation der falschen Schwiegertochter Zugang zu ihrem Wohnbereich. Georgij ist nämlich schon verheiratet. Zusammen mit der Ehefrau, die in derselben Ortschaft wie Nina Nikolajewna wohnt, hat er ein Kind. Georgij zahlt Alimente.
Nina Nikolajewna geht von Tag zu Tag freundlicher mit ihrem Besuch um. Umstandskleider werden gemeinsam gekauft... Die Ich-Erzählerin wird im Gegenzug gesprächiger, bis ihr der Satz herausrutscht, nach dem sie außer Georgij auch noch andere Herrenbekanntschaften gehabt hatte. Auf dieses Eingeständnis setzt Nina Nikolajewna, die nicht mehr glaubt, dass Georgij der Vater des erwarteten Kindes ist, der Ich-Erzählerin den Koffer vor die Tür. Später hängt Georgij mit großer Liebe an dem ihm vermutlich untergeschobenen Kind, während die Erzählerin schon wieder in eine andere Periode ihres Lebens eingetreten ist.

## Form
Der knappe Text erscheint als meisterlich gebaut: Die Ich-Erzählerin gibt die haarsträubenden Wahrheiten dem Leser häppchenweise preis. Sparsame Vorschau auf das Happy End aus Sicht der Schwangeren werden eingestreut: Georgij reist an, lässt sich bei seiner erzürnten Mutter nicht sehen, bezieht mit der jüngeren seiner beiden Frauen eine gemeinsame Wohnung und vergöttert sein jüngstes Kind; liebt es mehr als er die Ich-Erzählerin je geliebt hat. Letztere Hinwendung verkraftet die junge Mutter problemlos. Nach Lektüreende muss der Leser erkennen: Diese Erzählerin ist wesentlich schlauer als der selbständige Georgij und seine scheinheilige Mutter zusammengenommen.

## Rezeption
- Antje Leetz registriert einen „einfach wirkenden, doch kompliziert verwobenen Text“ – in beinahe elegischem Ton vorgetragen.[3]

## Deutschsprachige Ausgaben
- S. 42–57  in: Ljudmila Petruschewskaja: Musikstunden. Erzählungen. Drama. Aus dem Russischen von Renate Landa. Volk und Welt, Berlin 1985. 160 Seiten
- S. 135–151 in: Ljudmila Petruschewskaja: Unsterbliche Liebe. Erzählungen. Aus dem Russischen von Antje Leetz und Renate Landa. Volk und Welt, Berlin 1990. 248 Seiten, ISBN 978-3-353-00748-3
- S. 7–19: Ljudmila Petruschewskaja: Netze und Fallen, Übersetzerin: Renate Landa in: Russische Erzählungen der Gegenwart. Herausgegeben von Bodo Zelinsky, Reclam, Stuttgart 1992, RUB 8829. ISBN 3-15-008829-1 (verwendete Ausgabe)